# Sindrome di Williams-Beuren

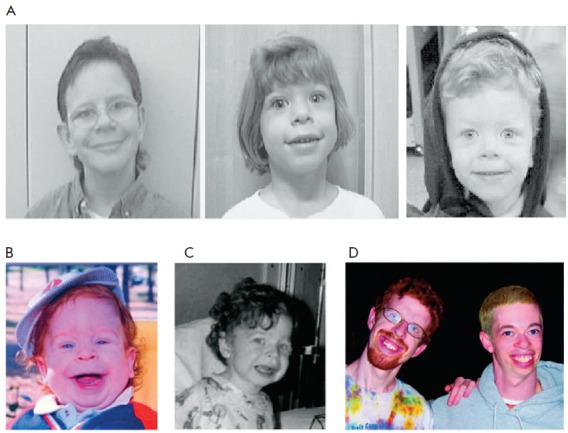
Caratteristiche facciali tipiche di persone con la sindrome di Williams.

La sindrome di Williams-Beuren (nota anche come sindrome di Williams) è una malattia genetica, non ereditaria, che consiste in un disturbo neurocomportamentale congenito.
Si tratta di una sindrome rara con incidenza che oscilla in varie stime che vanno da 1 caso ogni 10 000 a circa 1 su 20 000 nati vivi; nota fin dal 1961, è stata caratterizzata a livello molecolare solo nel 1993.
Le caratteristiche principali comprendono anomalie facciali tipiche e molto simili tra soggetti, una spiccata socialità, esuberante entusiasmo, forte emotività, disabilità intellettiva (variabile da caso a caso da lieve a moderata), cardiopatia congenita, iperacusia, ipercalcemia, una predisposizione all'ipertensione e allo sviluppo di ernie e strabismo.

## Eziologia ed epidemiologia
L'eziologia della sindrome è rimasta sconosciuta fino agli anni novanta. Una ricerca rilevante fu condotta allora da Amanda K. Ewart e i suoi collaboratori nel 1993 e pubblicata su Nature Genetics: gli scienziati riscontrarono che i soggetti affetti dalla malattia presentavano costantemente una microdelezione nel braccio lungo di uno dei loro cromosomi 7.
Il 96% dei casi mostra una delezione di circa 1,5 Mb (megabasi) nella regione 7q11.23 fiancheggiata da due dupliconi di 400 kb (chilobasi) con il 95% di omologia reciproca. Il restante 4% dei casi è dovuto all'inversione della stessa regione cromosomica. Tra i geni presenti in questa regione vi è anche quello per l'elastina.
In generale, le persone affette da sindrome di Williams manifestano un sottosviluppo della corteccia occipitale e parietale, che potrebbe spiegare le loro scarse capacità spaziali; una corteccia frontale e temporale normale, che potrebbe spiegare l'integrità del linguaggio; e anomalie del sistema limbico, che potrebbero spiegare il comportamento amichevole e socievole al di sopra della norma.
In Italia vi sono circa 3 000 casi.

## Clinica
La sindrome di Williams-Beuren è caratterizzata da stenosi aortica sopravalvolare (causata da un deficit di elastina), ritardo mentale associato a un carattere estremamente socievole ed estroverso anche con gli estranei (quella che è stata descritta come personalità da "cocktail party"), ritardo di crescita spesso associato a insorgenza postnatale, invecchiamento precoce e un aspetto del volto caratterizzato da tratti grossolani, con palpebre edematose, iride stellata, epicanto, dorso nasale depresso e narici antiverse, bocca larga con labbra carnose, guance paffute con mandibola piccola ("facies elfica"). Presentano una compromissione all'emisfero destro, difficoltà visivo-spaziali e presentano una dissociazione tra gli aspetti pragmatici, gli aspetti fonologici e sintattici del linguaggio. Il quoziente intellettivo dei soggetti affetti è generalmente compreso tra 60 e 70.
I bambini con SW tendono a mostrare difficoltà in determinate aree di apprendimento. Ad esempio un bambino con SW potrà presentare un vocabolario espressivo adeguato alla sua età e manifestare invece livelli di abilità inferiori per quanto riguarda i concetti matematici relativi al valore del denaro e del tempo. Le capacità intellettive dei soggetti affetti possono presentare vari gradi di compromissione, in genere da lieve a moderato. Una ricerca su 306 bambini con la sindrome di Williams ha mostrato valori di QI compresi tra 40 e 112, con una media di circa 70, rispetto alla media della popolazione che è di 100.
I bambini con SW solitamente cominciano a camminare in ritardo e ad avere difficoltà con la motricità fine. Cominciano a parlare in ritardo, formando le prime frasi attorno ai 3 anni; il linguaggio continua a migliorare a partire dai 4-5 anni. Manifestano una buona memoria uditiva e un notevole interesse nella musica, che si manifesta con una straordinaria abilità musicale; apprendono con estrema facilità le canzoni. Sebbene quasi tutti non possano imparare a leggere la musica, alcuni posseggono l'orecchio assoluto o l'orecchio relativo e un prodigioso senso del ritmo. Molti ricordano melodie per anni, e altri sono musicisti professionisti. Le persone affette dalla sindrome di Williams dimostrano più interesse e reazioni emotive verso la musica rispetto alla media della popolazione complessiva. Un altro punto di forza cognitivo di questi pazienti è la loro capacità straordinaria di riconoscere i visi.
I soggetti affetti dalla sindrome di Williams presentano un apparato uditivo molto sensibile e sono predisposti a otiti frequenti. Un tratto comune nella SW è l'ipersensibilità ai rumori (iperacusia) che specie nei neonati e nei più piccoli è causa di risvegli e pianti improvvisi.
Nei primi mesi e durante il primo anno di vita è comune la difficoltà a dormire. Le cause non sono chiare: potrebbe trattarsi di coliti o mal di stomaco, in alcuni casi legati alla celiachia, che rappresenta un'altra caratteristica spesso presente nei soggetti con SW.
Il ritardo dello sviluppo è descritto nel 97% dei casi, la presenza di cardiopatia congenita nel 75-80% dei casi, a seconda delle casistiche, la predisposizione all'ipertensione nel 20% dei casi, fondamentalmente quei casi in età adolescenziale in poi e una metà dei casi (50%) con predisposizione allo strabismo e un 40% con predisposizione alle ernie a seconda della casistica.

## Diagnosi
La diagnosi si basa sul rinvenimento della facies tipica, nonché sulla presenza di cardiopatie congenite e un ritardo nello sviluppo. In assenza di tali manifestazioni, l'espressione clinica variabile degli altri segni e sintomi può rendere difficoltosa la diagnosi.
In presenza di un segno tipico, la diagnosi spesso viene fatta in età precoce anche nel primo anno di vita, nel momento in cui viene diagnosticata la cardiopatia.